# إدوارد كونوي
إدوارد جوزيف كونوي (بالأيرلندية: Edward Joseph Conway) عالم أيرلندي اختص في دراسة الكيمياء الحيوية.